# Сельское поселение «Село Булава»
Се́льское поселе́ние «Село Булава» — муниципальное образование в Ульчском районе Хабаровского края Российской Федерации.
Административный центр — село Булава.

## История
Статус и границы сельского поселения установлены Законом Хабаровского края от 28 июля 2004 года № 208 «О наделении посёлковых, сельских муниципальных образований статусом городского, сельского поселения и об установлении их границ».

## Население
| 2010  | 2011  | 2012  | 2013  | 2014  | 2015  | 2016  |
| ----- | ----- | ----- | ----- | ----- | ----- | ----- |
| 1720  | ↘1710 | ↘1657 | ↘1639 | ↘1616 | ↘1532 | ↘1512 |
| 2017  | 2018  | 2020  | 2021  |       |       |       |
| ↘1500 | ↘1466 | ↘1437 | ↗1508 |       |       |       |

## Состав сельского поселения
| № | Населённый пункт | Тип населённого пункта       | Население |
| - | ---------------- | ---------------------------- | --------- |
| 1 | Булава           | село, административный центр | ↗1508     |